# Eugent Bushpepa

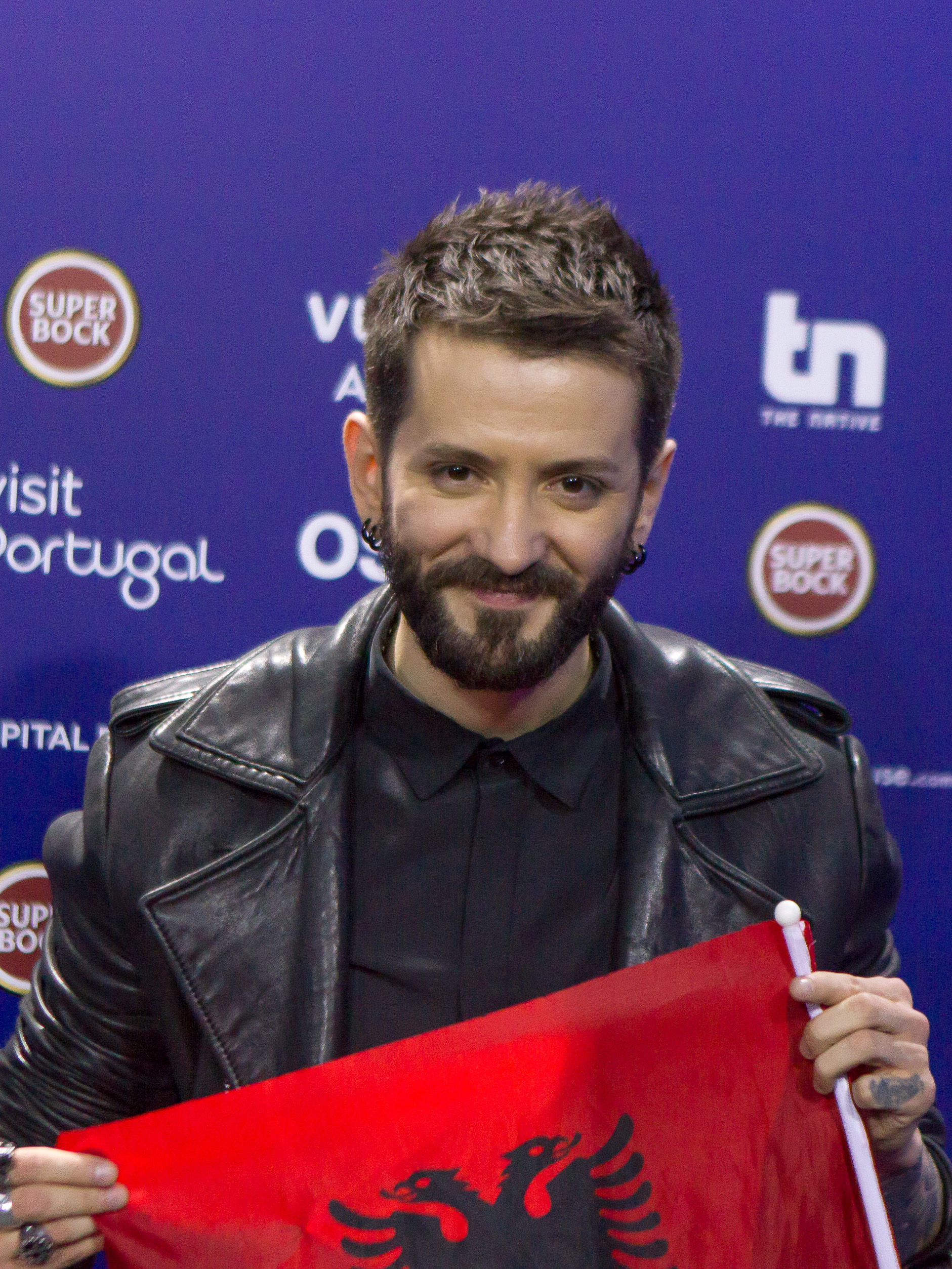
Eugent Bushpepa (2018)

Eugent Bushpepa (* 2. Juli 1984 in Rrëshen, Albanien) ist ein albanischer Sänger und Komponist.

## Leben
Bushpepa sang schon als kleiner Junge. Nach dem Schulabschluss wanderte er nach Italien aus. Bushpepa begann seine musikalische Karriere 2006: In der täglichen Talkshow Top Show auf Top Channel gehört er zur Hausband, wodurch er landesweite Bekanntheit erlangte. Ein Durchbruch war die Teilnahme am Musikfestival Top Fest im Jahr 2007 mit dem Lied Maska e Madheshtisë und mit dem Lied Engjell als Teil der Gruppe Sunrise. Im gleichen Jahr waren er und seine Band eine Vorgruppe beim Konzert von Deep Purple in Tirana.

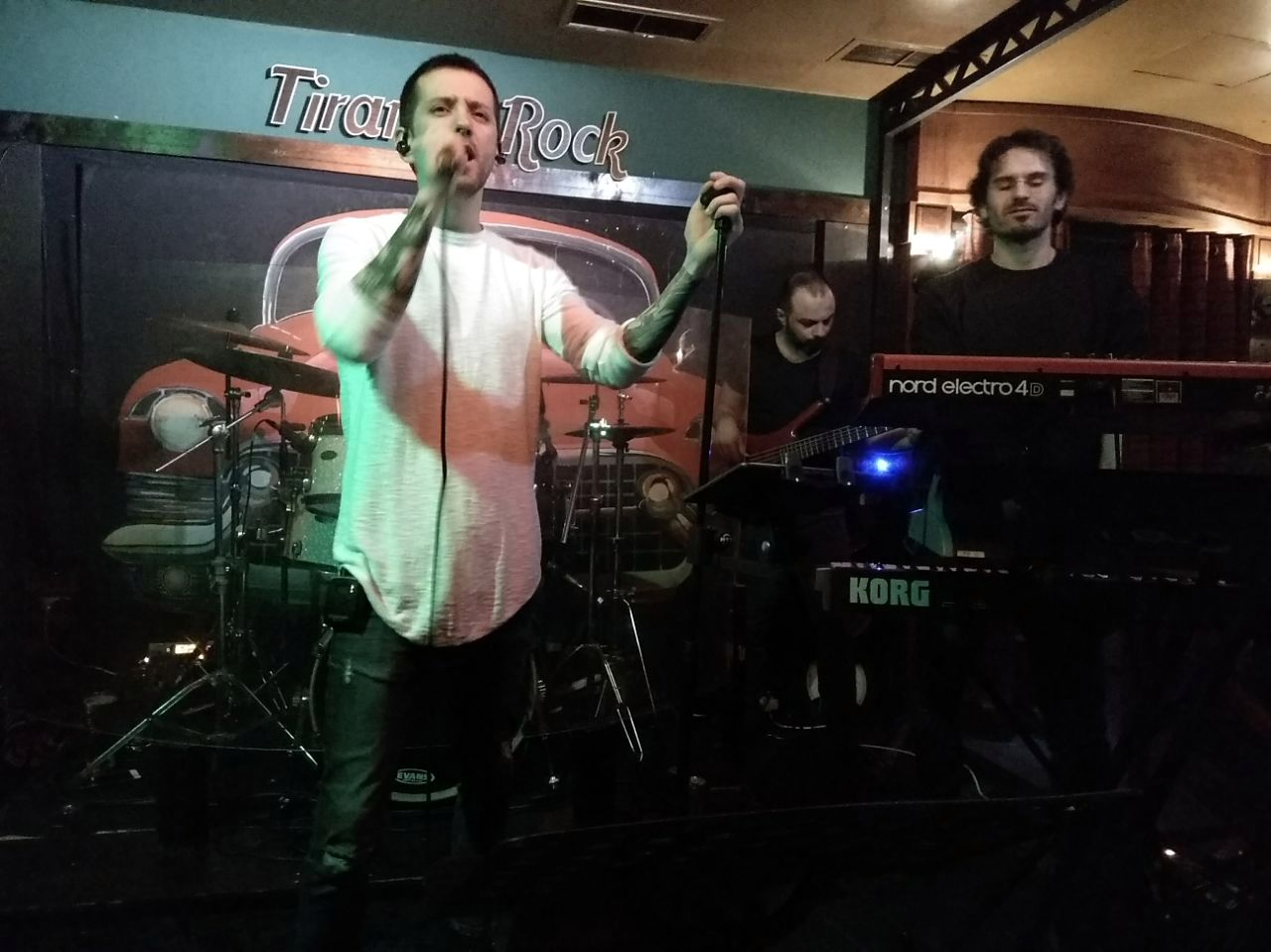
Bushpepa bei einem Konzert in Tirana im März 2018

Im Jahr 2008 nahm er erstmals am Musikfestival Festivali i Këngës teil. Das Duett mit Rovena Dilo landete auf dem zwölften Platz. Beim Musikfestival Top Fest hat er in den Jahren 2008, 2009 und 2015 Auszeichnungen erhalten.
2017 gewann er die 56. Ausgabe des Festivali i Këngës in Tirana mit dem Lied Mall (deutsch Sehnsucht) und vertrat daher Albanien beim Eurovision Song Contest 2018 in Lissabon. Er erreichte den elften Platz im Finale, nachdem er im Halbfinale reüssiert hatte. Für Valon Shehus Auftritt am 58. Festivali i Këngës schrieb er die Musik zum Lied Kutia e Pandorës, das den achten Platz erreichte.
Seit 2021 ist Bushpepa Leadsänger der Schweizer Hardrock-Band CoreLeoni, zu der auch ehemalige Mitglieder von Gotthard gehören.

## Diskografie
Singles
- 2007: Maska e madhështisë
- 2007: Engjëll
- 2008: Ëndërr reale (feat. Gled Mikerezi)
- 2008: S'jam baladë (feat. Rovena Dilo)
- 2009: Stinë dreqi
- 2011: Rebel pa hije
- 2012: Udhëtari
- 2013: Viktimë
- 2015: Pranë finishit
- 2018: Mall
- 2020: Stay With Me Tonight
- 2021: Cull të hutû
- 2023: Rezisto (feat. Remis Gjoka)